# Keith Park
Keith Rodney Park KCB KBE (Thames (Nieuw-Zeeland), 15 juni 1892 – Auckland, 6 februari 1975) was een Nieuw-Zeelands soldaat, een vliegende aas tijdens de Eerste Wereldoorlog en tijdens de Tweede Wereldoorlog commandant bij de Royal Air Force. Hij was betrokken bij twee luchtslagen tijdens de Tweede Wereldoorlog namelijk, de Slag om Engeland en de Slag om Malta. De Duitsers noemde hem “the Defender of London”.

## Eerste jaren en militaire carrière
Park was de zoon van een Schotse geoloog. Hij studeerde tot 1906 aan de King’s College in Auckland en daarna aan de Otago Boys' High School in Dunedin. Later ging hij als soldaat bij de New Zealand Field Artillery. In 1911 op 19-jarige leeftijd werkte hij als een purser op passagiersschepen.
Toen de Eerste Wereldoorlog uitbrak ging Parker bij de artillerie. Als een onderofficier nam hij deel aan de landingen bij Gallipoli in april 1915 en ging aan land bij de Anzac Cove. In de loopgravenoorlog dat volgde liet Parker zich van zijn beste kant zien en werd op 1 september 1915 bevorderd tot tweede luitenant. Hij voerde in augustus 1915 het bevel over een artilleriebatterij en vocht daarna nog mee in de loopgraven. In die tijd nam hij een ongebruikelijke beslissing en stapte over naar de British Army en ging bij de Royal Horse and Field Artillery. In januari 1916 werd Park geëvacueerd uit Gallipoli.
Park werd overgeplaatst naar Frankrijk en nam deel aan de Slag aan de Somme. Hier leerde hij de waarde van luchtverkenningen. Op 21 oktober 1916 raakte hij gewond doordat hij van zijn paard werd geblazen door een Duitse granaat. Als gewonde werd hij naar Groot-Brittannië geëvacueerd en kreeg daar de bevestiging “ongeschikt voor militaire dienst”, wat eigenlijk betekende ongeschikt om paard te rijden. Na een korte herstel en training aan de Royal Military Academy, Woolwich ging hij in december 1916 bij de Royal Flying Corps (RFC).

## Vliegcarrière tijdens de Eerste Wereldoorlog
In de RFC leerde Park eerst de instructies en daarna vliegen. Na de cursus werd hij gestationeerd in Frankrijk en ging op 7 juli 1917 bij het RFC-squadron nr. 48 bij La Bellevue (vlak bij Arras). Binnen een week werd het Squadron overgeplaatst naar Duinkerke. Park vloog in de nieuwe Bristol F.2 Fighter en behaalde successen tegen Duitse gevechtspiloten en verdiende op 17 augustus 1917 het Military Cross. Op 11 september 1917 werd hij bevorderd tot tijdelijke kapitein.
Na een korte pauze met vliegen keerde hij als majoor terug naar Frankrijk om bevel te voeren over het RFC-squadron nr. 48. Hij liet hij zien dat hij een harde maar eerlijke commandant was en liet discipline, leiderschap en het begrijpen van de technische aspecten van de luchtoorlog zien.
Aan het einde van de oorlog had hij een gesp verdiend aan zijn Military Cross, de Distinguished Flying Cross en de Franse Croix de guerre. Na de wapenstilstand trouwde hij met Dorothy "Dol" Parish.

## Interbellum
Na de Eerst Wereldoorlog kreeg Parker een permanente benoeming als een kapitein in de Royal Air Force (RAF) en met de introductie van de RAF officiersrang in 1919 werd Parker een flight lieutenant. Hij diende van 1919 tot 1920 als een flight commander bij RAF-squadron nr. 25 voordat hij de taken van een squadroncommandant op de School of Technical Training op zich nam. In 1922 werd hij toegevoegd aan de nieuw opgerichte RAF Staff College. Later weer commandeerde Parker RAF stations en was een instructeur voordat hij in 1938 een stafofficier werd bij Air Chief Marshal Hugh Dowding.

## Tweede Wereldoorlog

### Slag om Engeland
Gepromoveerd op 1 juli 1940 tot Air Vice Marshal nam Park in april 1940 het bevel op zich van RAF-groep nr. 11 en werd verantwoordelijk voor de luchtverdediging van Londen en Zuidoost-Engeland. Hij organiseerde patrouilles van gevechtsvliegtuigen boven Frankrijk tijdens de evacuatie in Duinkerke en nam hij deel aan de Slag om Engeland. Hij vloog in zijn persoonlijke Hawker Hurricane tijdens de slag langs de gevechtsvliegvelden en Park kreeg een reputatie als een sluwe tacticus met een scherpzinnig inzicht in strategische vraagstukken en een populaire "hands-on" commandant. Echter raakte hij verwikkeld in een ruzie met Air Vice Marshal Trafford Leigh-Mallory, commandant van de RAF-groep nr. 12. Leigh Mallory was al jaloers op Park vanwege zijn leiding over de belangrijke RAF-groep nr. 11, terwijl RAF-groep nr. 12 alleen vliegvelden moest verdedigen. De prikkelbaarheid van Park tijdens de controverse rond de Big Wing droeg bij tot zijn verwijdering en die van Dowding van zijn post aan het einde van de Slag om Engeland. Park was voor de rest van zijn leven bitter over deze kwestie. Hij werd naar Training Command gezonden.

### Latere oorlogscarrière
In januari 1942 vertrok Park naar Egypte om daar Air Officer Commanding te worden, hij moest luchtverdedigingen in de Nijldelta opbouwen. In juli 1942 keerde hij terug naar de actie en voerde het bevel over de vitale luchtverdedigingen op Malta. Vandaar bereidde zijn squadrons de Noord-Afrika en Sicilië campagnes voor.
In juni 1944 werd hij door de Australische regering voorgedragen om bevel te voeren over de Royal Australian Air Force (RAAF), vanwege de rivaliteit tussen het nominale hoofd, Chief of the Air Staff Air Vice Marshal George Jones en zijn plaatsvervanger het operationele hoofd, Air Vice Marshal William Bostock, maar generaal Douglas MacArthur vond dat het te laat in de oorlog was om te veranderen. In februari 1945 werd Park benoemd tot Allied Air Commander, South-East Asia wat hij tot het einde van de oorlog bleef.

## Pensioen
Hij ging met pensioen en werd op 20 december 1946 bevorderd tot Air Chief Marshal en keerde terug naar Nieuw-Zeeland, waar een aantal ambtelijke posten bekleedde en werd gekozen in de gemeenteraad van Auckland. Hij werd op 27 juni 1947 tot Commander in de Amerikaanse Legioen van Verdienste benoemd.
Hij leefde tot zijn dood in Nieuw-Zeeland en stierf op 6 februari 1975 op 82-jarige leeftijd.

## Onderscheidingen
- Ridder Grootkruis in de Orde van het Bad op  23 mei 1946
- Ridder Commandeur in de Orde van het Bad op 1 januari 1945[5]
- Ridder in de Orde van het Bad op 10 december 1940[6]
- Ridder Commandeur in de Orde van het Britse Rijk op 27 november 1942[7]
- Military Cross op 26 september 1917[8] en gesp op 18 maart 1918[9]
- Orde van Voorname Dienst (DSO) op 27 oktober 1917[10]
- Distinguished Flying Cross op 3 juni 1919[11]
- Commander in het Legioen van Verdienste (Verenigde Staten)[4]
- Croix de guerre (Frankrijk) op 18 april 1918